# Teifi (fiume)

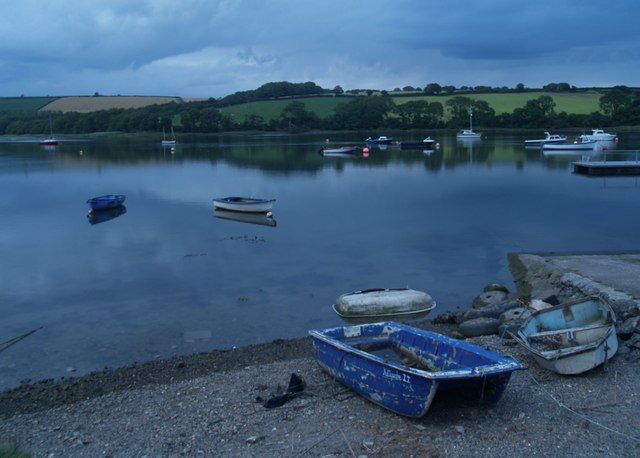
Il fiume Teifi a St Dogmaels

Il Teifi è un fiume di 122 km del Galles centro-meridionale, che scorre tra le contee del Carmarthenshire, del Ceredigion e del Pembrokeshire: nasce dal Lago Teifi (Llyn Teifi), uno dei "Teifi Pools", nei Monti Cambrici e sfocia nella baia di Cardigan. È il secondo fiume per lunghezza del Galles dopo il fiume Towy.

## Geografia
Il Teifi segna dapprima i confini tra la contea del Carmarthenshire e del Ceredigion e poi quelli tra la contea del Ceredigion e del Pembrokeshire.

## Fauna
Il Teifi è ricco di pesci quali il salmone dell'Atlantico e la lampreda.
Vi vivono anche le lontre.